# Tilo González
Sergio Hernán González Morales, más conocido como Tilo González (Quilpué, 9 de octubre de 1952), es un músico (baterista, percusionista, compositor y arreglador) chileno, miembro fundador de la banda de fusión latinoamericana Congreso, que lidera hace 50 años. La Asociación de Trabajadores del Rock (ATR) lo reconoció en 1996 como el mejor baterista de Chile; también es uno de los compositores más extraordinarios del país, lo que ha demostrado luego de una vasta trayectoria como compositor y arreglador de Congreso desde sus inicios en 1969.

## Biografía
Comenzó tocando espontáneamente sin incluso tener una batería, percutía tarros, botellas y todo tipo de objetos hasta que a los 14 años su padre le regaló una batería. A los 17 años sufrió la temprana muerte de su padre, lo que lo obligó a tener que ganarse la vida prematuramente. Entró a estudiar arquitectura en la Universidad de Valparaíso, luego arte y luego matemáticas, hasta que el golpe de Estado de 1973 terminó con todas sus aspiraciones universitarias y con su juventud rodeada de la revolución de las flores y la psicodelia.  
En los años 1960 tres grupos musicales hacían furor en carnavales y colegios de la quinta región; Los Masters, Los Sicodélicos y los High Bass. Los Masters estaba conformado por los tres hermanos González Morales –Patricio, Fernando y Tilo– más Fernando Hurtado. Los Sicodélicos emulaban a The Beatles, liderados por Frankie, como se hacía llamar entonces Francisco Sazo. Y los High Bass era una agrupación viñamarina conformada por Claudio Parra y Eduardo Parra, Mario Mutis, Gato Alquinta y Gabriel Parra. 
En 1969, y luego de la fusión de Los Masters y Los Sicodélicos, forma junto a sus hermanos Fernando González y Patricio González, más Francisco Sazo y Fernando Hurtado el grupo Congreso, banda que buscaba mezclar elementos folclóricos con instrumentos eléctricos derivados del rock para una fusión multiestilística. Participaron en el Festival de Nueva Canción Chilena por su filiación roquera, y en 1970 grabaron su primer sencillo, con "Maestranzas de Noche", poema de Pablo Neruda musicalizado por Fernando González, y "El cóndor pasa", música tradicional con letra de Francisco Sazo. En 1971 lanzan su primer disco llamado El Congreso. 
Luego de varios intentos de carrera como lo fue la arquitectura, Sergio encuentra su verdadera vocación académica y se muda a Santiago para estudiar percusión en la Universidad Católica de Chile, con profesores como Guillermo Rifo y Alejandro Guarello. Ahí es donde Sergio encuentra grandes inspiraciones musicales de compositores como el argentino Alberto Ginastera y el brasileño Heitor Villa-Lobos.  
Su vasto repertorio de composiciones incluye un grandísimo porcentaje de las obras de Congreso. En Terra Incógnita (1975) firma "Vuelta y vuelta". En Congreso (1977), "Volantín de plumas" y la música de "El color de la iguana", "Si te vas", "Tu canto", "Los elementos" y "Arco iris de hollín". Es autor de "El descarril", "Undosla", "Viaje por la cresta del mundo", "El último vuelo del alma" y "La tierra hueca" (de Viaje por la cresta del mundo, 1981); "El último bolero", "Sur", "Primera procesión", "… Y entonces nació" (de Ha llegado carta, 1982), y "Andén del aire", "En la ronda de un vuelo", "Voladita nortina", "Alas invasoras" y "Allá abajo en la calle", de Pájaros de arcilla (1984). Y así, muchísimas obras de todos los discos editados por el grupo. 
En los años 1980 es cuando Congreso de la mano creadora de Sergio, encuentra su apogeo artístico y técnico, con la positiva respuesta de un público masivo, considerando el estilo no comercial que trabajan, y la gran acogida de la crítica especializada. Discos como Viaje por la cresta del mundo (1981), Ha llegado carta (1982), Pájaros de Arcilla (1984), Estoy que me muero (1986) y Para los arqueólogos del futuro (1989) fueron reconocidos en todo el mundo como una finísima fusión entre el jazz, el rock, el folklore y la música contemporánea aglutinados en el estilo llamado fusión latinoamericana. También ha sido profesor de percusión de la Universidad Católica de Valparaíso por más de diez años y entre 1986 y 1987 tocó jazz-rock en el grupo Kameréctrica, del violinista Roberto Lecaros.
Compuso, además, la banda sonora de La última huella (2001), documental de Paola Castillo que trata la urgencia de registrar las voces de las hermanas Úrsula y Cristina Calderón, últimas sobrevivientes de la etnia yagána.
Aparte de su labor en Congreso, Tilo González fue baterista titular de la Orquesta del Festival de Viña del Mar, entre 1994 y 2002, y baterista de la Orquesta de Horacio Saavedra, participando en la mayoría de los estelares de Canal 13, durante la década del noventa y en el dos mil.
En el último tiempo, en paralelo a Congreso, Tilo González ha trabajado solo y con otros músicos como Andrés Márquez, Magdalena Matthey, Alexis Venegas, Quelentaro, Mario Rojas o Marcelo Aedo, y en 2002 fundó el sello discográfico Machi para abrir espacio a nuevos creadores además de su propio trabajo, una lengua musical propia ha hecho posible el encuentro del mundo latinoamericano.
Actualmente Tilo es considerado uno de los mejores y más consolidados compositores de Chile. Actualmente continúa trabajando con Congreso luego de más de 50 años desde su creación.

## Discografía con Congreso
- 1970 - Maestranzas de Noche (EMI ODEON) (Sencillo)
- 1971 - Vamos Andando mi Amigo (EMI ODEON) (Sencillo)
- 1971 - El Congreso (EMI-ODEON)
- 1972 - ¿Cómo Vas? (EMI-ODEON) (Sencillo)
- 1972 - Entre la gente sencilla (EMI ODEÓN) (Sencillo)
- 1975 - Terra Incógnita (EMI-ODEON)
- 1977 - Congreso (EMI-ODEON)
- 1978 - Misa de Los Andes (EMI ODEÓN)
- 1981 - Viaje por la Cresta del Mundo (EMI-ODEON)
- 1982 - Ha Llegado Carta (EMI-ODEON)
- 1984 - Pájaros de Arcilla (CBS Records)
- 1986 - Estoy que me muero (ALERCE)
- 1987 - Gira al Sur (ALERCE)
- 1989 - Para los arqueólogos del futuro (ALERCE)
- 1990 - Aire Puro (ALERCE)
- 1991 - Congreso 71-82 (EMI)
- 1992 - Los Fuegos del Hielo (ALERCE)
- 1992 - Pichanga (ALERCE)
- 1994 - 25 Años de Música (EMI)
- 1997 - Por amor al viento (EMI)
- 1997 - Mediodía (IRIS MUSIC)
- 2001 - La loca sin zapatos (MACONDO - SONY MUSIC)
- 2004 - Congreso de Exportación: la historia de un viaje (MACHI)
- 2010 - Con los ojos en la calle
- 2012 - Congreso a la carta
- 2014 - Sinfónico
- 2017 - La canción que te debía
- 2022 - Luz de flash